# Lega Italiana Protezione Uccelli
De Lega Italiana Protezione Uccelli (LIPU) is de Italiaanse tegenhanger van de Nederlandse en Vlaamse vogelbescherming. De organisatie is in 1965 opgericht en heeft ongeveer 42.000 leden.
Zoals de naam van de organisatie aangeeft, is een van de belangrijkste activiteiten de bescherming van vogels in Italië. In het noorden van Italië worden veel vallen gezet om kleine zangvogels te vangen, die vervolgens worden gegeten of als huisdier worden verkocht. Verder wordt er veel op vogels gejaagd. Deze activiteiten probeert de organisatie tegen te gaan. Verder stimuleert de organisatie de belangstelling voor vogels door informatie te verschaffen over de observatie ervan, en les te geven over vogels.
Ook zijn er door heel Italië heen tientallen natuurreservaten van de LIPU. Deze worden door de LIPU onderhouden, en bieden ook mogelijkheid het publiek meer over vogels te laten leren. 
De LIPU heeft afdelingen buiten Italië, zoals in het Verenigd Koninkrijk.
Belangrijke vogelmigraties gaan jaarlijks via Italië, via Tunesië en Sicilië noordwaarts door de Laars van Italië naar landen zoals Nederland en België. Hierdoor zijn de activiteiten van de LIPU ook voor andere landen dan Italië van belang.